# Rancho Creek
Rancho Creek är ett vattendrag i Belize.   Det ligger i distriktet Orange Walk, i den nordöstra delen av landet, 90 km nordost om huvudstaden Belmopan.
I omgivningarna runt Rancho Creek växer i huvudsak städsegrön lövskog. Runt Rancho Creek är det ganska glesbefolkat, med 24 invånare per kvadratkilometer.